# Charles Nordhoff
 (mai 2018).
Si vous disposez d'ouvrages ou d'articles de référence ou si vous connaissez des sites web de qualité traitant du thème abordé ici, merci de compléter l'article en donnant les références utiles à sa vérifiabilité et en les liant à la section « Notes et références ».
Charles Bernard Nordhoff, né le 1er février 1887 à Londres et mort à Montecito le 10 avril 1947, est un écrivain américain, auteur de romans et de nouvelles.
Il a co-écrit plusieurs livres avec James Norman Hall, notamment Les Révoltés de la Bounty – un roman à succès transposé à plusieurs reprises au cinéma (en 1935, 1962 et 1984).

## Biographie

### Enfance et jeunesse
Charles Nordhoff naît à Londres le 1er février 1887, de parents américains. La famille retourne aux États-Unis en 1889, d'abord en Pennsylvanie puis à Rhode Island. En 1898 ils partent s’installer en Californie. Il est le petit-fils de l’écrivain et journaliste Charles Nordhoff.
Diplômé de Harvard en 1909, Nordhoff travaille pendant deux ans dans une plantation de sucre au Mexique et, de 1911 à 1916, dans une entreprise de carrelages et de briques à Redlands, en Californie.
En 1916, il s’engage dans l'American Volunteer Motor Ambulance Corps pour participer à la Première Guerre mondiale. Après quelques mois en France, il rejoint l’escadrille La Fayette. Il est intégré à l’US Army Air Service en 1918 lorsque les États-Unis entrent en guerre. Mais sa carrière de pilote est assez brève : l'état-major américain préfère lui confier la réécriture des rapports militaires en raison de ses aptitudes littéraires. Il termine la Première Guerre en tant que lieutenant dans l’US Army Air Service.

### Carrière littéraire
Après avoir quitté l’armée, Nordhoff reste à Paris où il travaille comme journaliste et écrit son premier livre, The Fledgling.
En 1919 il est sollicité pour écrire l'histoire de l'escadrille La Fayette, en collaboration avec James Norman Hall. C'est leur première œuvre à quatre mains ; History of the Lafayette Flying Corps paraît en 1920.
Après le succès du livre, le Harper's Magazine commande aux deux auteurs une série d’articles de voyage sur le Pacifique Sud. Ils se rendent à Tahiti pour trouver l'inspiration, et finissent par s’y installer : Nordhoff pendant vingt ans, Hall jusqu’à la fin de ses jours. Leur deuxième livre, Faery Lands of the South Seas, est publié dans un premier temps en feuilleton dans Harper's en 1920-1921.
Nordhoff et Hall poursuivent leur partenariat et écrivent ensemble des articles de voyage et d'aventure pour The Atlantic durant les années 1920 et au début des années 1930. Hall suggère alors qu'ils travaillent sur une trilogie du Bounty, à partir de faits réels dont l’histoire a été publiée par John Barrow en 1831 pour la première fois.
Leur duo est l’un des plus remarquables de la littérature. Nordhoff, qui écrivait le matin et passait l'après-midi à pêcher, expliqua comment se répartissaient les rôles : ils mettaient d’abord au point l’histoire, les caractères et les portraits de tous les personnages, puis se partageaient les chapitres en faisant chacun un effort pour écrire dans le style de l'autre afin de parvenir à un récit homogène.
La trilogie du Bounty fut leur plus grand succès. Après celui-ci, le livre le plus populaire de Nordhoff et Hall fut The Hurricane (1936). Ils poursuivirent leur collaboration en écrivant des romans jusqu'en 1945. Aucune de leurs œuvres littéraires en solo ne sera à la hauteur des créations en commun. Nordhoff écrivit seul un autre livre, In Yankee Windjammers (1940), récit portant sur les navires, les marins et leur mode de vie au sujet duquel son grand-père avait écrit.

### Vie privée
En 1920 Charles Nordhoff épouse Christianne Vahine Tua Tearae Smidt, dont il a quatre filles et deux fils.
Souffrant de dépression, il s’adonne à l'alcool et finit par divorcer en 1936. Il quitte Tahiti en 1938 pour retourner en Californie, où il épouse Laura Grainger Whiley en 1941.
Il meurt seul à son domicile à Montecito (Californie) le 10 avril 1947. Les journaux de l'époque parlent d’une « crise cardiaque apparente ». Mais des sources ultérieures indiquent qu'il avait beaucoup bu, qu'il était déprimé et qu'il s'était peut-être suicidé.
Il est enterré dans le cimetière de Hillside Memorial Park à Redlands.

## Publications

### La Trilogie de laBounty
Avec James Norman Hall
- Les Révoltés de la Bounty
- Dix-neuf hommes contre la mer
- Pitcairn

### Autres œuvres
- The Fledgling (1919)
- The Lafayette Flying Corps* (1920)
- Faery Lands of the South Pacific* (1921)
- Picarò (1924)
- The Pearl Lagoon (1924)
- The Derelict (1928)
- Falcons of France* (1929)
- The Hurricane* (1936)
- The Dark River* (1938)
- No More Gas* (1940)
- In Yankee Windjammers (1940)
- Botany Bay* (1941)
- Men Without Country* (1942)
- High Barbaree* (1945)

* : Avec James Norman Hall.